# Batak (Schrift)

Surat Batak

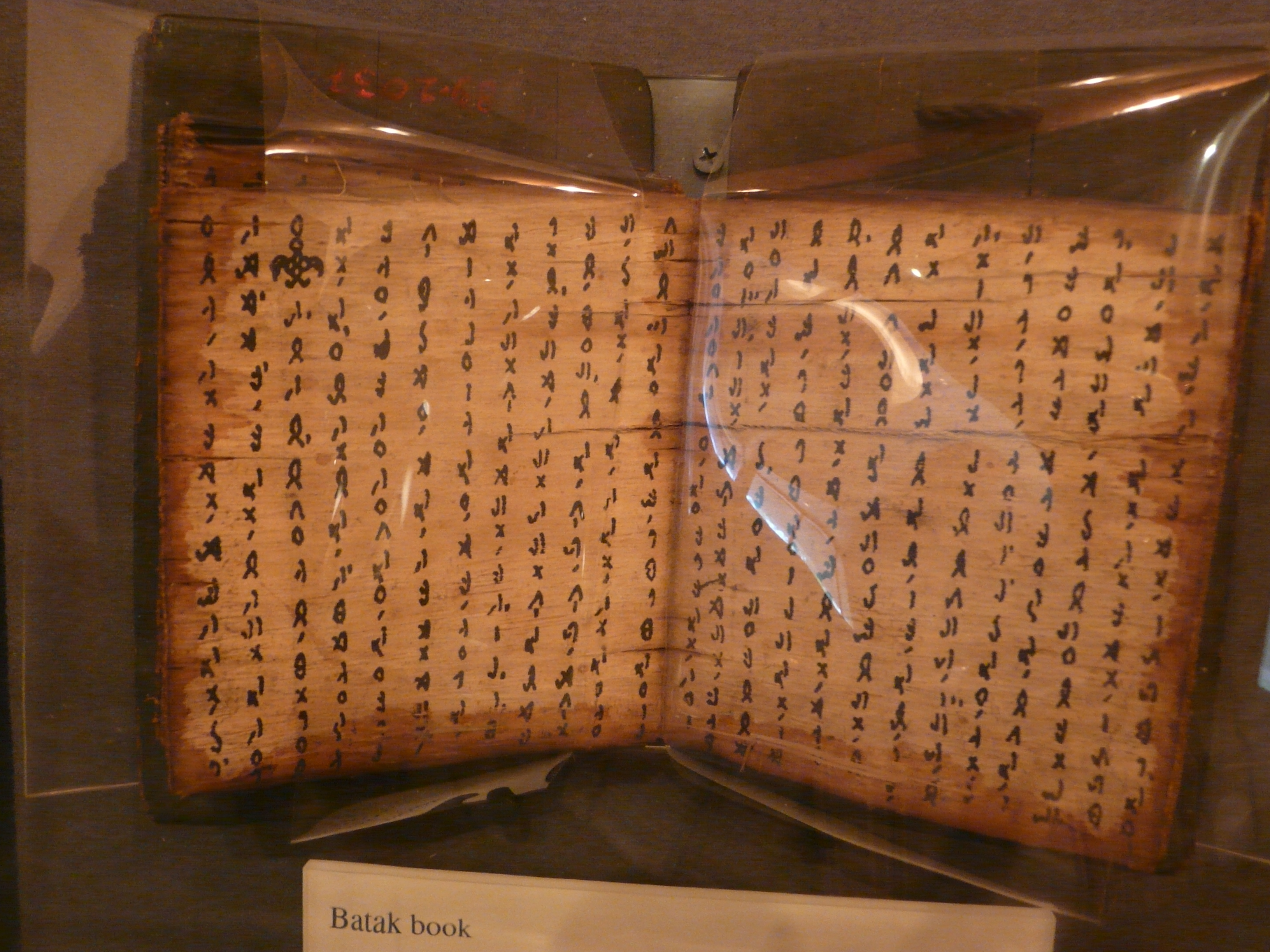
Batak-Buch

Die Batak-Schrift (Surat Batak) ist eine Silbenschrift von der Insel Sumatra und wird zum Schreiben der verschiedenen Bataksprachen benutzt.
Sie ist verwandt mit der Pallava-Schrift und der Kawi-Schrift und wird von links nach rechts geschrieben.
Sie wird auch surat na sampulu sia (die neunzehn Buchstaben) oder si-sia-sia genannt.

## Geschichte
Die Batak-Magier und -Priester verwendeten die Batak-Schrift hauptsächlich für magische Texte und zum Wahrsagen. Es ist nicht bekannt, wie viele Laien die Batak-Schrift beherrschten, aber angesichts der weit verbreiteten Tradition des Schreibens von Liebesbriefen ist es wahrscheinlich, dass ein beträchtlicher Teil der Bevölkerung die Batak-Schrift lesen und schreiben konnte.

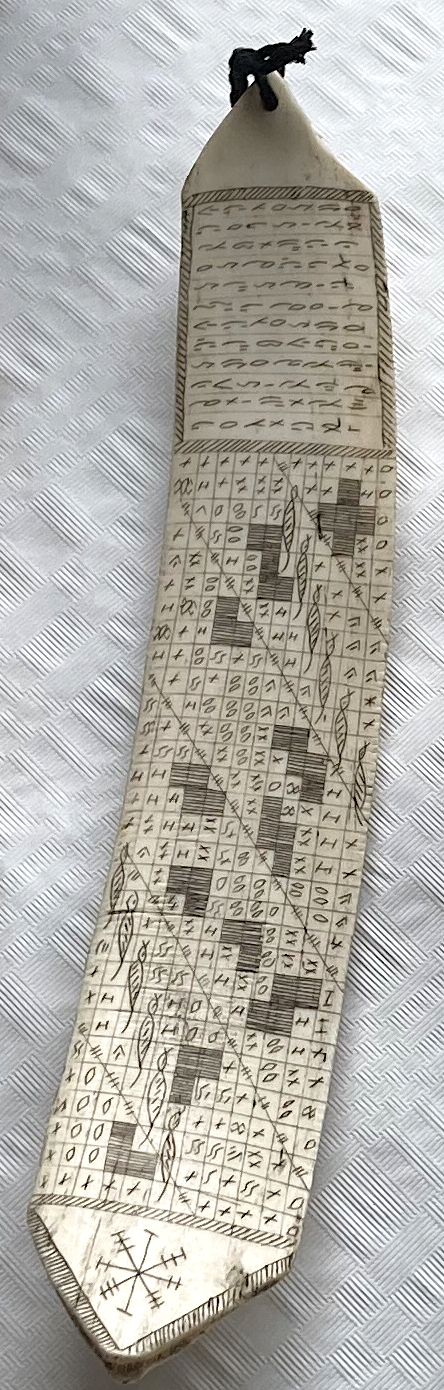
Batak-Kalender

Nach Ankunft der Europäer, zunächst der deutschen Missionare und ab 1878 der Niederländer, wurde die Batak-Schrift neben der lateinischen Schrift in den Schulen gelehrt. Auch Lehr- und Religionsmaterialien wurden in der Batak-Schrift gedruckt. Kurz nach dem Ersten Weltkrieg beschlossen die Missionare, den Druck von Büchern in der Batak-Schrift einzustellen. Bald wurde die Schrift nicht mehr verwendet. Heute wird sie nur noch zu dekorativen Zwecken eingesetzt.

## Inhärenter Vokal
Ähnlich anderen Schriften indischer Herkunft hat die Batak-Schrift den inhärenten Vokal /a/, der sich durch Vokalzeichen oder durch das virama verändern lässt. Es gelten jedoch besondere Regeln zur Positionierung der Vokalzeichen, wenn das Wort auf einen Konsonanten endet.

## Varianten
Es gibt mehrere Varianten der Batak-Schrift:
- Karo,
- Mandailing,
- Pakpak / Dairi,
- Simalungun / Timur und
- Toba

Die Zeichen werden je nach Sprache unterschiedlich angeordnet:
- Karo: a, ha, ka, ba, pa, na, wa, ga, ja, da, ra, ma, ta, sa, ya, nga, la, ca, nda, mba, i, u
- Mandailing:  a, ha, ka, ba, pa, na, wa, ga, ja, da, ra, ma, ta, sa, ya, nga, la, nya, ca, i, u
- Pakpak / Dairi: a, ha, ka, ba, pa, na, wa, ga, ja, da, ra, ma, ta, sa, ca, ya, nga, la, i, u
- Simalungun / Timur:  a, ha, ka, ba, pa, na, wa, ga, ja, da, ra, ma, ta, sa, ya, nga, la, nya, i, u
- Toba: a, ha, ka, ba, pa, na, wa, ga, ja, da, ra, ma, ta, sa, ya, nga, la, nya, i, u

## Tabelle
| Umschrift | Batak | Batak   | Batak | Batak | Batak   |
| Umschrift | Karo  | Mand.   | Pakp. | Sima. | Toba    |
| --------- | ----- | ------- | ----- | ----- | ------- |
| a         | A     | A       | A     | A     | A       |
| ha        | Ha    | Ha      | Ha    | Ha    | Ha      |
| ka        | Ka    | Ka      | Ka    | Ka    | Ka      |
| ba        | Ba    | Ba      | Ba    | Ba    | Ba      |
| pa        | Pa    | Pa      | Pa    | Pa    | Pa      |
| na        | Na    | Na · Na | Na    | Na    | Na      |
| wa        | Wa    | Wa      | Wa    | Wa    | Wa · Wa |
| ga        | Ga    | Ga      | Ga    | Ga    | Ga      |
| ja        | Ja    | Ja      | Ja    | Ja    | Ja      |
| da        | Da    | Da      | Da    | Da    | Da      |
| ra        | Ra    | Ra      | Ra    | Ra    | Ra      |
| ma        | Ma    | Ma      | Ma    | Ma    | Ma      |

| Umschrift | Batak     | Batak   | Batak | Batak | Batak   |
| Umschrift | Karo      | Mand.   | Pakp. | Sima. | Toba    |
| --------- | --------- | ------- | ----- | ----- | ------- |
| ta        | Ta        | Ta      | Ta    | Ta    | Ta · Ta |
| sa        | Sa        | Sa · Sa | Sa    | Sa    | Sa      |
| ya        | Ya        | Ya      | Ya    | Ya    | Ya      |
| nga       | Nga       | Nga     | Nga   | Nga   | Nga     |
| la        | La        | La      | La    | La    | La      |
| nya       |           | Nya     |       | Nya   | Nya     |
| ca        | Ca · Ca   | Ca      | Ca    |       |         |
| nda       | Nda       |         |       |       |         |
| mba       | Mba · Mba |         |       |       |         |
| i         | I         | I       | I     | I     | I       |
| u         | U         | U       | U     | U     | U       |

## Interpunktion
Batak wird normalerweise ohne Leerzeichen oder Interpunktion geschrieben (als scriptio continua). Gelegentlich werden jedoch besondere Zeichen oder Bindu verwendet.
Sie variieren in Größe und Gestaltung  von Manuskript zu Manuskript.
| Beispiel                        | Name                                  | Funktion                                           |
| ------------------------------- | ------------------------------------- | -------------------------------------------------- |
| bindu na metek · bindu na metek | Bindu na metek (kleines Bindu)        | Anfang von Abschnitten                             |
| bindu pinarboras                | Bindu panarboras (reisförmiges Bindu) | Variante des Bindu na metek, mit gleicher Funktion |
| bindu judul                     | Bindu judul (Titel-Bindu)             | Trennt einen Titel vom Rest des Textes             |
| bindu pangolat                  | Bindu pangolat                        | Satzzeichen am Ende                                |

## Unicode
Seit 2010 ist Batak in Unicode in Version 6.0 enthalten.